# Malva aethiopica
Malva aethiopica är en malvaväxtart som beskrevs av C.J.S.Davis. Malva aethiopica ingår i Malvasläktet som ingår i familjen malvaväxter. Inga underarter finns listade i Catalogue of Life.